# Philodromus floridensis
Philodromus floridensis là một loài nhện trong họ Philodromidae.
Loài này thuộc chi Philodromus. Philodromus floridensis được Richard C. Banks miêu tả năm 1904.